# مکان‌های تاریخی (کره جنوبی)
اماکن تاریخی (به کره‌ای: 사적) یک نامگذاری در سطح ملی در سیستم حفاظت از میراث کره جنوبی برای مکان‌هایی با ارزش تاریخی مهم است. این مکان‌ها توسط مدیر اداره میراث فرهنگی، تحت ماده ۲۵ قانون حفاظت از میراث فرهنگی کره جنوبی [ko] مدیریت می‌شوند.
ساختارهای جدیدتر، یعنی آنهایی که از اواخر قرن ۱۹ تا ۱۹۴۰ هستند، واجد شرایط فهرست شدن به عنوان "محل تاریخی" نیستند، بلکه ممکن است به طور رسمی تحت عنوان "میراث فرهنگی دوران مدرن اولیه" تحت "میراث فرهنگی ثبت شده" فهرست شوند. این کار را می توان انجام داد "اگر آنها بسیار ارزشمند و در آستانه نابودی یا زوال هستند".
1. ↑  "Cultural Heritage Protection Act". Korea Legislation Research Institute. Retrieved 2022-08-01.
2. ↑  "Heritage Classification". Cultural Heritage Administration. Retrieved 2022-07-17.